# بروس إدوارد هوبز
بروس إدوارد هوبز (بالإنجليزية: Bruce Edward Hobbs)‏ هو مهندس وجيولوجي أسترالي، ولد في 23 أكتوبر 1936.